# Guibourtia leonensis
Guibourtia leonensis är en ärtväxtart som beskrevs av J.Leonard. Guibourtia leonensis ingår i släktet Guibourtia och familjen ärtväxter. Inga underarter finns listade i Catalogue of Life.